# أولاد الشيخ باطن جداري (أولاد الشيخ)
أولاد الشيخ باطن جداري هو دُوَّار يقع بجماعة بوعنان، إقليم فكيك، جهة الشرق في المملكة المغربية. ينتمي الدوّار لمشيخة أولاد الشيخ التي تضم 4 دواوير. يقدر عدد سكانه بـ 110 نسمة حسب الإحصاء الرسمي للسكان والسكنى لسنة 2004.

## روابط خارجية
- البوابة الوطنية للجماعات الترابية
- المندوبية السامية للتخطيط